# Tádzsik nyelv
A tádzsik nyelv (tádzsikul: тоҷикӣ, تاجیکی, tojikí; kiejtése [tɔːdʒɪˈkiː]) a modern perzsa nyelv Tádzsikisztánban beszélt változata. Az iráni változattól (melyet fárszinak is neveznek) eltérően a cirill ábécével írják. Beszélői többsége Tádzsikisztánban és Üzbegisztánban él. A tádzsikisztáni nyelvet 8 millió ember beszéli Tádzsikisztánban és Üzbegisztánban.
A perzsától számos tényező együttes hatásának köszönhetően különült el: a politikai határok megrajzolása, az orosz és a környező török nyelvek hatása mind közrejátszott a folyamatban. Az irodalmi nyelv az északnyugati nyelvjáráson alapszik, amire jelentős befolyással bírt a szomszédos üzbég nyelv.
Tádzsikisztán hivatalos államnyelve.

## Földrajzi elterjedés
A tádzsik államiság Tádzsikisztán formájában valósul meg, de a tádzsik nép nem csupán erre a területre korlátozódik. A legfontosabb tádzsikul beszélő közép-ázsiai városok, Szamarkand és Buhara a mai Üzbegisztánban találhatók. Nyugat-Pakisztánban 500 000, vagy akár 1 000 000 beszélő is él, többségük Afganisztánból menekült ide. Néhányan ellenben az őslakossághoz tartoznak.

### Nyelvjárások
A tádzsik megközelítőleg az alábbi nyelvjáráscsoportokra osztható:
- Északi nyelvjárások (Észak-Tádzsikisztán);
- Középső nyelvjárások (Masztcsah, Ajni, Hisszar, Varzab részei);
- Déli nyelvjárások (Karategin, Kulob, Badahsan);
- Délkeleti nyelvjárások (Pandzs, Darvaz).

Az afganisztáni tádzsikok nyelvjárásában nincsenek a tádzsikisztáni normára jellemző orosz és üzbég hatások. Ezért az afganisztáni tádzsikok nyelve sokkal közelebb áll a dari nyelvhez. Sokan emiatt az ottani tádzsikokat dari nyelvűnek tartják.

## Írása
A tádzsikot jelenleg a legtöbben a cirill ábécé segítségével írják. Ezt megelőzően a latin ábécét is használták, majd az 1930-as években  a Tádzsik Szovjet Szocialista Köztársaságban, a mai Tádzsikisztán elődjében áttértek a mai írásrendszerre. Afganisztán tádzsikjai ezzel szemben megmaradtak az arab írás perzsa változatának használata mellett.

## Története
A tádzsik nevet a perzsából vették át egyes török népek, amit eredetileg a idegenekre (külföldiekre) használtak.
A modern újperzsa nyelv részben a mai Tádzsikisztán területén alakult ki. Századokig ez a nyelv volt Közép-Ázsiában a lingua franca is, mígnem egyre több török törzs kezdett betelepülni a térségbe, így az új közvetítő nyelv a csagatáj lett. A mai Tádzsikisztánban beszélt perzsa nyelvjárásokat a 16. századtól jelentős török hatás érte, továbbá a perzsa nagy területekről szorult ki északon a türkmén és üzbég nyelv javára. E tekintetben nem hozott változást az cári orosz uralom sem.
A Szovjetunió kialakulásával kezdődött el a modern iskoláztatás Tádzsikisztánban, így jöhetett létre a saját irodalmi nyelvvel és helyesírással bíró tádzsik nyelv, amit korábban mindenki egyszerűen csak egy perzsa nyelvjárásnak tartott. 1929 után számos tádzsik vándorolt el Üzbegisztánból Tádzsikisztánba, akik az észak-nyugati területen telepedtek meg, így az ő nyelvjárásuk lett a tádzsik sztenderd alapja, nem pedig mondjuk a dusanbei nyelvjárás.
Tádzsik irodalomról is csak ettől az időszaktól beszélhetünk. Bár Szamarkandnak vagy Buharának kimagasló művészete volt hajdanán, itt viszont nem helyi nyelvjárást, hanem újperzsa irodalmi nyelvet használtak. Hasonlóan Afganisztánban is a perzsa vagy a dári uralta az ottani irodalmat.
A tádzsik irodalom és irodalmi nyelv megteremtésében két fő személy játszott közre: az egyik Szadreddin Ajni tanár, aki a Tádzsik Tudományos Akadémia első elnöke volt és a szovjet szocialista realizmus hatása alatt regényeket írt társadalmi témakörben, ám próbálkozott lírával is. A másik Abolkaszem Lahúti, aki Iránban született, majd Tádzsikisztánban telepedett le, ahol elkezdte a helyi nyelvjárásban szóló szájhagyomány útján terjedő irodalmat gyűjteni, továbbá aktuális népszerű műveket fordított le. Őket követte egyre több, kimondottan tádzsikul alkotó író és költő.
Noha hivatalosan támogatott volt a nemzeti nyelv használata, valójában Tádzsikisztánban, mint minden tagköztársaságban az orosznak volt domináns szerepe. A tádzsik nyelv helyzetében csak 1991 után történt változás. Azóta az állam nemcsak arra törekszik, hogy minél jobban elterjessze a tádzsik nyelvet, de közelebb is akarja azt hozni az iráni perzsa nyelvhez vagy az afganisztáni dári nyelvhez.